# イナノラバージョン
イナノラバージョン（欧字名:Inano Lover John、1977年5月4日 - 2011年2月27日）は、日本の競走馬。主な勝ち鞍に1985年のアルゼンチン共和国杯。

## 経歴

### 競走馬時代
1980年1月19日、中山競馬場第5競走の4歳新馬戦にて千田能照を鞍上にデビュー。ここで6着に敗れると、未勝利戦を勝つまでに5戦を要し、クラシックへの参戦は叶わなかった。未勝利戦を勝ったあとは400万下条件を2戦し1勝、この年のレースを終える。
1981年は7月までに8戦し、初戦以外は掲示板を外さない堅実な走りを見せた。しかし、連戦が祟ったのか約半年の休養を余儀なくされた。その後1982年の2月に戦線復帰すると、この年もハードなローテーションでありながら8戦2勝の戦績を挙げた。1300万下条件と茨城新聞杯の間にも5ヶ月ほどの未出走期間があったものの、茨城新聞杯の次走の800万下条件を含め1着、2着、1着と安定感のある成績を残しており、特に茨城新聞杯では、のちの新潟大賞典勝ち馬のミクロンテンロー、ダート重賞を2勝するアンドレアモン、ライスシャワーの母ライラックポイントに先着している。
しかし1982年も800万下を最後に再び半年近くの休養となり、1983年の5月より復帰。2戦し3着、1着となり、その後再び半年間の休養となり、12月に復帰するものの14着と惨敗に終わった。
1984年は年内2戦目の晩春特別（1300万下）で初勝利を挙げる。その後、7月8日の七夕賞で重賞初参戦、しかし7着となり、続くサンケイ賞オールカマーでは4着となった。その後のオクトーバーハンデキャップ（OP）では、七夕賞で後塵を拝したホクトキンパイなどに複数の重賞勝ち馬を相手に勝利。8歳馬ながら、2着の5歳馬カネクロシオに2馬身差という年齢による衰えを感じさせない勝利であった。
現役最後、9歳となる1985年は前走より再度半年空いた4月の吾妻小富士賞（OP）より始動するも11着となる。しかし、翌月の新潟大賞典では13番人気を覆し、1番人気に支持されていた1着馬で、オクトーバーハンデキャップで下した経験のあるカネクロシオの3/4馬身とわずかに肉薄し2着。3着にも12番人気のヤマノシラギクが入っており、波乱のレースとなった。さらにジューンステークス、東京スポーツ杯（ともにOP）と2戦連続3着となり、ラストランとなるアルゼンチン共和国杯へと挑んだ。ここでは翌年の日経賞を制するチェスナットバレー、前年の東京優駿とこの年の安田記念2着馬でエプソムカップを制していたスズマッハに次ぐ3番人気に支持されていたが、レースではイナノラバージョンがハナを切り、猛追するチェスナットバレーを半馬身振り切って勝利した。この勝利により、初の9歳馬によるJRA重賞制覇が達成された。その後このレースを最後に競走馬を引退した。

### 引退後
引退後は種牡馬にはならず、故郷の千葉県の牧場に戻り、功労馬として過ごした。2011年3月27日に死亡。34歳の大往生であった。

## 年度別競走成績
- 1981年
  - 雲取特別（800万下） 1着
  - 道新杯（1200万下） 3着
  - HBC杯（800万下） 1着
  - 大雪ハンデキャップ（1200万下） 1着
- 1982年
  - 茨城新聞杯（800万下） 2着
- 1983年
  - ジューンステークス（1300万下） 1着
- 1984年
  - 晩春特別（1300万下） 1着
  - メイステークス（OP） 2着
  - 水無月賞（1300万下） 2着
  - オクトーバーハンデキャップ（1400万下） 1着
- 1985年
  - 新潟大賞典 2着
  - ジューンステークス（OP） 3着
  - 東京スポーツ杯（OP） 3着
  - アルゼンチン共和国杯 1着

## 血統表
| イナノラバージョンの血統              | イナノラバージョンの血統              | イナノラバージョンの血統 | （血統表の出典）       | （血統表の出典） |
| 父系                                  | ダマスカス系                          | ダマスカス系             | ダマスカス系           | [ § 2 ]          |
| 父 *ラバージョン Lover John 1971 栗毛 | 父の父Damascus Tudenham 1970 黒鹿毛   | Sword Dancer             | Sunglow                | Sunglow          |
| 父 *ラバージョン Lover John 1971 栗毛 | 父の父Damascus Tudenham 1970 黒鹿毛   | Sword Dancer             | Highland Fling         |                  |
| 父 *ラバージョン Lover John 1971 栗毛 | 父の父Damascus Tudenham 1970 黒鹿毛   | Kerala                   | My Babu                | My Babu          |
| 父 *ラバージョン Lover John 1971 栗毛 | 父の父Damascus Tudenham 1970 黒鹿毛   | Kerala                   | Blade of Time          |                  |
| 父 *ラバージョン Lover John 1971 栗毛 | 父の母Evening Primrose 1964 鹿毛      | Nashua                   | Nasrullah              | Nasrullah        |
| 父 *ラバージョン Lover John 1971 栗毛 | 父の母Evening Primrose 1964 鹿毛      | Nashua                   | Segula                 |                  |
| 父 *ラバージョン Lover John 1971 栗毛 | 父の母Evening Primrose 1964 鹿毛      | Blue Grotto              | Eight Thirty           | Eight Thirty     |
| 父 *ラバージョン Lover John 1971 栗毛 | 父の母Evening Primrose 1964 鹿毛      | Blue Grotto              | Blue Grail             |                  |
| 母 ジェットセブン 1970 栗毛           | 母の父*インディアナ Indiana 1961 鹿毛 | Sayajirao                | Nearco                 | Nearco           |
| 母 ジェットセブン 1970 栗毛           | 母の父*インディアナ Indiana 1961 鹿毛 | Sayajirao                | Rosy Legend            |                  |
| 母 ジェットセブン 1970 栗毛           | 母の父*インディアナ Indiana 1961 鹿毛 | Willow Ann               | Solario                | Solario          |
| 母 ジェットセブン 1970 栗毛           | 母の父*インディアナ Indiana 1961 鹿毛 | Willow Ann               | Court of Appeal        |                  |
| 母 ジェットセブン 1970 栗毛           | 母の母*リマラ Rimara 1960 鹿毛        | Counsel                  | Court Martial          | Court Martial    |
| 母 ジェットセブン 1970 栗毛           | 母の母*リマラ Rimara 1960 鹿毛        | Counsel                  | Wheedler               |                  |
| 母 ジェットセブン 1970 栗毛           | 母の母*リマラ Rimara 1960 鹿毛        | Judy's Choice            | Shahpoor               | Shahpoor         |
| 母 ジェットセブン 1970 栗毛           | 母の母*リマラ Rimara 1960 鹿毛        | Judy's Choice            | Severity               |                  |
| 母系(F-No.)                           | リマラ系(FN:F6-e)                     | リマラ系(FN:F6-e)        | リマラ系(FN:F6-e)      | [ § 3 ]          |
| 5代内の近親交配                       | Nearco 4×5 Solario 4×5                | Nearco 4×5 Solario 4×5   | Nearco 4×5 Solario 4×5 | [ § 4 ]          |
| 出典                                  | 1. 2. 3. 4.                           | 1. 2. 3. 4.              | 1. 2. 3. 4.            | 1. 2. 3. 4.      |